# كوتشين إيفان
السيرة الذاتية
من مواليد 13 مارس 1959 في مدينة بتروفسك زابيكالسكي.
اشتغل والد ليونيد سائقا وكانت الأم نينا إينوكينيفنا (1935-1989) عاملة في السكك الحديدية.
تخرج من قسم فنون الجرافيك في مدرسة أولان أودي التربوية، وخدم في منطقة ترانس بايكال العسكرية في وحدة الاتصالات.
لقد ألّف المغني أكثر من 200 أغنية والعديد من القصائد غير المنشورة. يرتب بشكل مستقل أغانيه الخاصة ويمزج الموسيقى وإتقانها.
تم تسجيل أول ألبوم «الضفة الوحشية» بعام 1987 ويستمر بأمر ترتيل الأغاني منذ عام 1994. في عام 1997 سجل ألبوم «مصير اللصوص»، والذي أصبح الرائد في المبيعات.
وفقا لما قال المغني، أمضى 12 عاما في السجن ولا يسعى للدعاية في الإبداع، فهو يفضل العيش في القرية (في الوقت الحالي يعيش في منطقة موسكو الريفية). إنه لا يعتبر نفسه فنانًا، ولا يسمي عروضه حفلات موسيقية، بل لقاءات مع الأصدقاء.
الإنجازات والتقدير
حصل على شارة «للخدمة في شمال القوقاز» من قبل ج. ن. تروشيف
قائمة أسماء الأغاني
ألبومات
1994 - «السنوات تطير»
1994 - «من كلمات المعسكر». الإدخال الأصلي في عام 1994 من أرشيف المؤلف
1995 - «كريستال إناء». الإدخال الأصلي 1995 من أرشيف المؤلف
1997 - «مصير اللصوص»
1998 - كروس سيل. ريمكس + جديد
2001 - «الأب القيصر»
2003 - رماد الجبل على الطريق. ريمكس + جديد
2004 - الرومانسية القاسية
2012 - «زهور السماء»
2015 - «حصة اليتيم»
2018 - «ألبوم الحرب»
المجموعات
1996 - المفضلة
1997 - شيكاغو
1997 - المنطقة المحرمة
2000 - «أنا أكتب إليك يا أمي...»
2006 - «الذهب الأسود»
غير منشورة
1985 - العودة للمنزل
1987 - «وايلد بيتش». التسجيل الأصلي لعام 1987
1993 - «ألبوم صوتي»